# SK마케팅앤컴퍼니
SK마케팅앤컴퍼니는 2008년 SK그룹 내의 두 주력 회사인 SK텔레콤과 SK에너지가 50대 50의 지분을 투자, 총 3천800억원 규모로 설립한 마케팅 서비스 전문회사다.
설립 초기 OK캐쉬백 제휴마케팅, 광고 사업을 시작으로 시장조사 및 마케팅컨설팅, LBS 등으로 사업 영역을 확장해온 SK마케팅앤컴퍼니는 시장분석, 프로모션, 판매채널 제공, 고객 관리와 광고/커뮤니케이션 서비스를 제공하며 데이터 분석 및 위치기반서비스 기술 등을 융합한 혁신적인 마케팅 서비스를 선보여왔다.
특히, ‘마케팅 전문가들 (Marketing & company)’이라는 이름답게 마케팅과 관련된 모든 영역에서 폭넓은 서비스를 제공해왔는데 고도화된 비즈니스 환경과 까다로운 소비자의 성향을 파악해 고객중심(Customer-Oriented)의 새로운 마케팅 아이디어에서부터 실제 구현 가능한 인사이트까지 포괄적인 솔루션을 제공하는 것으로 평가받고 있다.
주요 사업 분야인 OK캐쉬백의 경우 설립 당시 회원수 3,000만명에서 2012년 8월말 기준 3,600만명으로 증가하며 ‘전국민의 포인트카드’로 성장하였고, 광고/커뮤니케이션 사업은 2011년말 광고 취급액 기준 업계 4위로 자리잡으며 돌풍을 일으켜왔다.
2008년 설립 당시 매출액 1,333억원, 당기순이익 148억원에서 2011년 매출액 6,527억원, 당기순이익 213억원을 달성하며 지속적인 성장을 이룩하였으며, 2012년 문종훈 사장이 취임하며 제2의 도약을 선언, 2015년 매출 1조 4천억 달성을 목표로 하고 있다. 2013년 2월 SK플래닛에 통합되었다.

## 연혁
- 2008년 4월 법인 설립 (SK에너지와 SK텔레콤이 각각 1,900억씩 총 3,800억 출자)
- 2008년 5월 통합 마일리지 ‘OK캐쉬백’ 사업 개시 (SK에너지 사업 양수)[1]
- 2008년 6월 광고 / Communication 사업 개시
- 2008년 7월 모바일 상품권 (기프티콘) 사업 개시
- 2008년 11월 위치기반서비스 (LBS) 사업 개시 (SK텔레콤 사업 양수)
- 2009년 1월 ‘탄소캐쉬백’ 서비스 개시
- 2009년 6월 선택적 복지 서비스 ‘베네피아’ 사업 개시
- 2009년 7월 소비자 리서치 패널 ‘틸리언’ 사업 개시
- 2009년 9월 T 멤버쉽 캐쉬백’ 서비스 개시
- 2010년 11월 일본 CCC 포인트 교환 서비스 제휴
- 2011년 11월 통계청 ‘인구주택 총 조사 2010’ 종합홍보대행 국무총리상 수상
- 2011년 12월 구강 진료 자원봉사 ‘해피 스마일 치과버스’ 활동 개시
- 2012년 1월 문종훈 사장 취임
- 2012년 3월 홈플러스 포인트 서비스 제휴
- 2012년 9월 해외아동 결연 프로그램 ‘해피 스마일 매칭’ 개시
- 2013년 2월 합병 법인 SK플래닛 공식 출범 (SK플래닛-SK마케팅앤컴퍼니 합병)

## 주요제품·사업

### Marketing Service Business
▶ Marketing Intelligence: 마케팅 컨설팅, 소비자 리서치(틸리언), 마케팅 분석 솔루션(Maip), 

▶ AD/Promotion	: 모바일 마케팅 패키지 서비스(OK마이샵), 모바일 상호검색(스마트다이얼), 전자쿠폰(OK캐쉬콘), 모바일 주유상품권(엔쿠폰)

▶ Sales Channel	: 모바일 상품권(기프티콘), 선택적 복지서비스(베네피아), 온라인몰(캐쉬백 몰), 상품 판매(Direct Marketing)

▶ Loyalty Program	: 통합 마일리지(OK캐쉬백), 소셜 서비스(OK체크인), 제휴사 특화 멤버십 프로그램(TMC, EMC)

▶ LBS & Device: 네비게이션(엔나비), 콜택시 서비스(나비콜), 관제 서비스(G trac), 결제 솔루션 서비스(Payment Solution)

### Communication Business
▶ Advertising

▶ Media

▶ Brand Experience